# Джилліан Галлейс
Джилліан Галлейс (кат. Jillian Gallays; нар. 20 жовтня 1986, Гумбольдт, Саскачеван) — канадська борчиня вільного стилю, бронзова призерка чемпіонату світу, бронзова призерка Ігор Співдружності, учасниця Олімпійських ігор.

## Біографія
Боротьбою займається з 2001 року. Виступає за борцівський клуб Саскачевана.

## Спортивні результати на міжнародних змаганнях

### Виступи на Олімпіадах
| Змагання                    | Збірна | Вагова категорія          | Місце |
| --------------------------- | ------ | ------------------------- | ----- |
| Літні Олімпійські ігри 2016 | Канада | жіноча боротьба, до 53 кг | 19    |

### Виступи на Чемпіонатах світу
| Змагання                        | Збірна | Вагова категорія          | Місце  |
| ------------------------------- | ------ | ------------------------- | ------ |
| Чемпіонат світу з боротьби 2010 | Канада | жіноча боротьба, до 55 кг | 8      |
| Чемпіонат світу з боротьби 2013 | Канада | жіноча боротьба, до 55 кг | 13     |
| Чемпіонат світу з боротьби 2014 | Канада | жіноча боротьба, до 53 кг | Бронза |

### Виступи на Панамериканських чемпіонатах
| Змагання                                   | Збірна | Вагова категорія          | Місце |
| ------------------------------------------ | ------ | ------------------------- | ----- |
| Панамериканський чемпіонат з боротьби 2009 | Канада | жіноча боротьба, до 55 кг | 5     |
| Панамериканський чемпіонат з боротьби 2013 | Канада | жіноча боротьба, до 55 кг | 7     |

### Виступи на Кубках світу
| Змагання                    | Збірна | Вагова категорія          | Місце |
| --------------------------- | ------ | ------------------------- | ----- |
| Кубок світу з боротьби 2010 | Канада | жіноча боротьба, до 55 кг | 8     |
| Кубок світу з боротьби 2014 | Канада | жіноча боротьба, до 55 кг | 4     |

### Виступи на Іграх Співдружності
| Змагання                | Збірна | Вагова категорія          | Місце  |
| ----------------------- | ------ | ------------------------- | ------ |
| Ігри Співдружності 2010 | Канада | жіноча боротьба, до 55 кг | 6      |
| Ігри Співдружності 2014 | Канада | жіноча боротьба, до 53 кг | Бронза |

### Виступи на інших змаганнях
| Змагання                                                     | Збірна | Вагова категорія          | Місце  |
| ------------------------------------------------------------ | ------ | ------------------------- | ------ |
| Гран-прі Німеччини з боротьби 2006                           | Канада | жіноча боротьба, до 55 кг | 12     |
| Austrian Ladies Open 2009                                    | Канада | жіноча боротьба, до 55 кг | Срібло |
| Гран-прі Німеччини з боротьби 2010                           | Канада | жіноча боротьба, до 55 кг | 8      |
| Міжнародний турнір Ньюйоркського атлетичного клубу 2011      | Канада | жіноча боротьба, до 55 кг | 4      |
| Міжнародний меморіал Дейва Шульца 2012                       | Канада | жіноча боротьба, до 55 кг | Бронза |
| Гран-прі Німеччини з боротьби 2013                           | Канада | жіноча боротьба, до 55 кг | Золото |
| Битва на водоспаді 2013                                      | Канада | жіноча боротьба, до 55 кг | Бронза |
| Літня Універсіада 2013                                       | Канада | жіноча боротьба, до 55 кг | 10     |
| Меморіал Вацлава Циолковського 2013                          | Канада | жіноча боротьба, до 55 кг | Бронза |
| Nordhagen Classics 2013                                      | Канада | жіноча боротьба, до 55 кг | Золото |
| Міжнародний меморіал Дейва Шульца 2014                       | Канада | жіноча боротьба, до 55 кг | Бронза |
| Klippan Lady Open 2014                                       | Канада | жіноча боротьба, до 55 кг | 5      |
| Гран-прі Німеччини з боротьби 2014                           | Канада | жіноча боротьба, до 55 кг | Золото |
| Austrian Ladies Open 2014                                    | Канада | жіноча боротьба, до 53 кг | Золото |
| Кубок Канади з боротьби 2014                                 | Канада | жіноча боротьба, до 55 кг | Золото |
| Міжнародний меморіал Білла Фаррелла 2014                     | Канада | жіноча боротьба, до 55 кг | 4      |
| Кубок Бразилії з боротьби 2014                               | Канада | жіноча боротьба, до 53 кг | Бронза |
| Гран-прі «Іван Яригін» 2015                                  | Канада | жіноча боротьба, до 53 кг | 10     |
| Кубок Канади з боротьби 2015                                 | Канада | жіноча боротьба, до 53 кг | Срібло |
| Гран-прі Іспанії з боротьби 2015                             | Канада | жіноча боротьба, до 55 кг | Бронза |
| Відкритий чемпіонат Польщі з боротьби 2015                   | Канада | жіноча боротьба, до 55 кг | 13     |
| Олімпійський кваліфікаційний турнір з боротьби 2016 (Фріско) | Канада | жіноча боротьба, до 53 кг | Золото |
| Турнір міста Сассарі з боротьби 2016                         | Канада | жіноча боротьба, до 58 кг | 5      |

### Виступи на змаганнях молодших вікових груп
| Змагання                                      | Збірна | Вагова категорія          | Місце |
| --------------------------------------------- | ------ | ------------------------- | ----- |
| Чемпіонат світу з боротьби серед юніорів 2006 | Канада | жіноча боротьба, до 55 кг | 5     |